# Hugo Spiegel
Hugo Spiegel (* 28. Juni 1905 in Versmold; † 1987) war ein westfälischer Viehhändler aus Versmold und der Vater von Paul Spiegel, dem späteren Präsidenten des Zentralrats der Juden in Deutschland.

## Leben

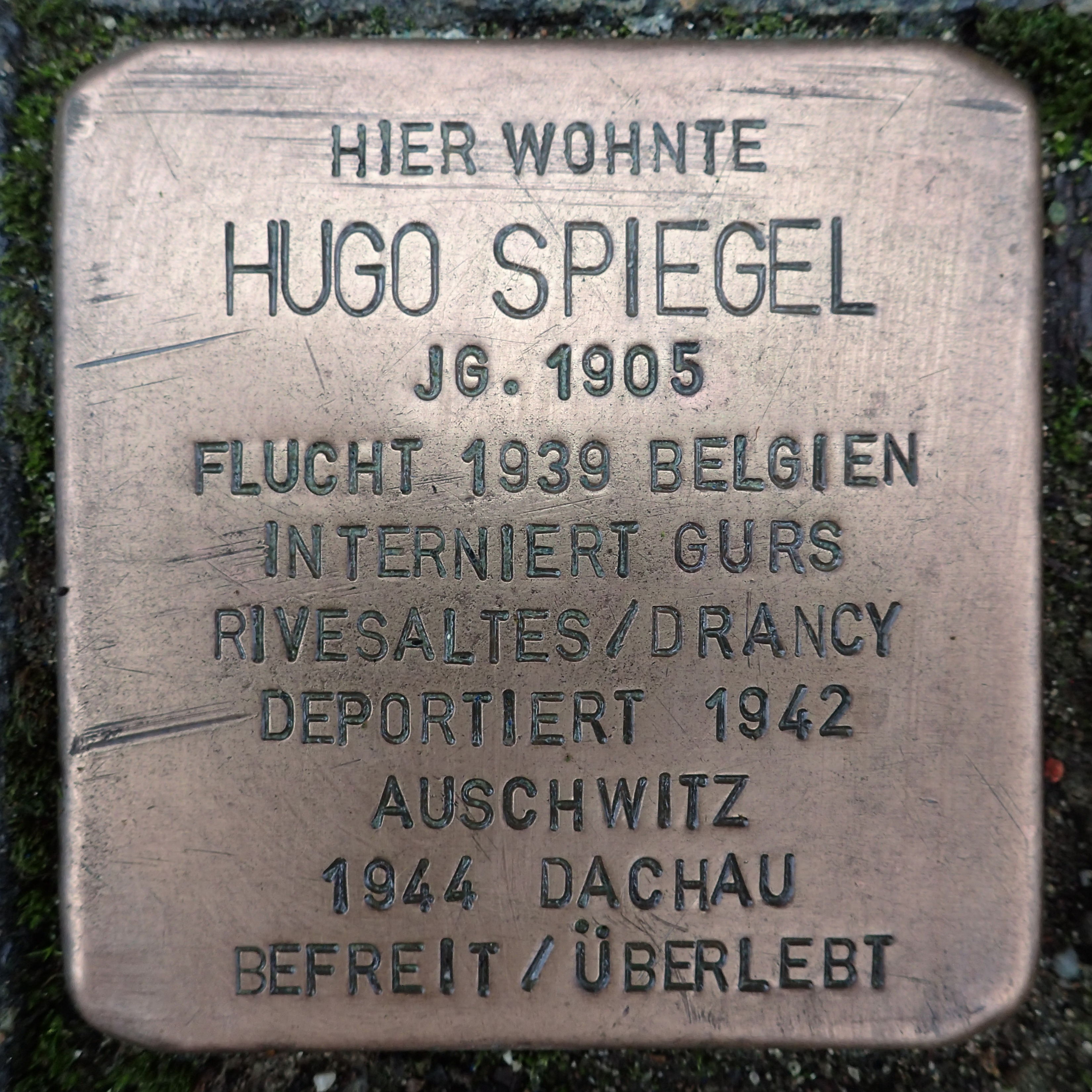
Stolperstein für Hugo Spiegel in der Schützenstraße in Warendorf.

→ Siehe auch: Jüdische Gemeinde Warendorf
Hugo Spiegel übte wie sein Vater und Großvater den Beruf eines Viehhändlers in Versmold aus. Aufgrund des wachsenden Antisemitismus in ihrer Heimatstadt zog die Familie nach der Machtergreifung der Nationalsozialisten in das naheliegende Warendorf. Nach den Novemberpogromen 1938 entschloss sich die Familie, mit der neunjährigen Tochter Rosa und dem Kleinkind Paul nach Brüssel umzusiedeln, wo Hugo Spiegel Arbeit und Unterkunft gefunden hatte.

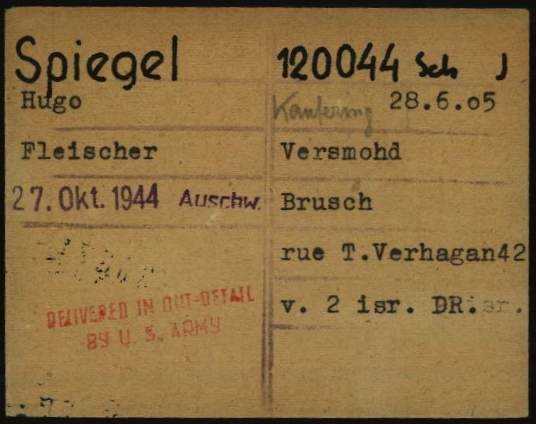
Registrierungskarte von Hugo Spiegel als Gefangener im nationalsozialistischen Konzentrationslager Dachau

Als 1940 die Wehrmacht Belgien besetzte, konnte die Familie zunächst in Brüssel untertauchen. Bald jedoch wurde das Versteck entdeckt und Hugo deportiert. Er überlebte die Konzentrationslager Buchenwald, Auschwitz und Dachau. Die Tochter Rosa wurde 1942 in Auschwitz ermordet. Seine Frau und Sohn Paul konnten in Belgien untertauchen.
Bereits 1945 kehrte Hugo Spiegel – als erster Jude – nach Warendorf zurück und holte seine überlebende Familie zu sich. Er baute die jüdische Gemeinde wieder auf und initiierte den Wiederaufbau der zerstörten Synagoge. Sein Engagement galt dem Judentum im gesamten Münsterland und so war Spiegel auch an der Wiederbegründung der jüdischen Gemeinde Münster beteiligt. Die Weihe der neuen münsterischen Synagoge 1961 wäre ohne seine Mitwirkung nicht möglich gewesen. Vor der ehemaligen Synagoge von Warendorf erinnert ein Gedenkstein an Hugo Spiegel.
Hugo Spiegel ist auf dem neuen jüdischen Friedhof an der Hugo-Spiegel-Straße zu Warendorf begraben.